# موراویتس
موراویتس (به لاتین: Murawiec) یک روستا در لهستان است که در گمینا ترسپول واقع شده‌است.